# 최악의 악
《최악의 악》은 2023년 9월 27일부터 2023년 10월 25일까지 방송된 디즈니+ 수요드라마다.

### 주요 인물
- 지창욱 : 박준모 역 - 마약수사를 위해 조직에 잠입하게 된 경찰.
- 위하준 : 정기철 역 - 신흥 범죄 조직의 보스.
- 임세미 : 유의정 역 - 박준모의 아내. 탁월한 능력을 가진 서울청 보안과 에이스, 마약수사에 참여하는 경찰. 넘치는 에너지와 적극적인 성격을 지닌 똑똑한 여자.

### 강남연합
- 임성재 : 최정배 역 - 스마트하면서도 예리한 통찰력을 지닌 이성적인 스타일의 전략가형 간부.
- 차래형 : 홍희성 역
- 이신기 : 서종렬 역
- 정재광 : 권태호 역
- 배명진 : 배용대 역
- 최성혁 : 오경진 역
- 이한주 : 정병우 역

### 경찰 및 검찰 측 인물
- 지승현 : 석도형 역
- 이정헌 : 조창식 역
- 윤경호 : 황민구 역
- 김범수 : 고 형사 역

### 중국 측 인물
- 김형서 : 혜련 역
- 예수정 : 윤원길 역
- 박지훈 : 조강산 역

### 일본 측 인물
- 기국서 : 가네모토 역
- 임형국 : 오오아마 역
- 유야 타카가와 : 무라야마 역
- 남경민 : 니시가와 역

### 한국 조직
- 독고영재 : 송동혁 역
- 정의갑 : 강건 역
- 정만식 : 장경출 역
- 박민이 : 한도 역
- 박상훈 : 성기수 역
- 우강민 : 복남 역
- 결휘 : 철곤 역
- 금광산 : 베이비 역

### 그 외 인물
- 이찬희 : 다저스 역
- 조성희 : 상규처 역
- 서이라 : 웬디 역
- 성일 : 천 사장 역
- 김욱 : 이향진 역
- 고인범 : 태호 부 역
- 조덕현 : 박재만 역

### 기타 인물
- 주현성 : 재수생 역
- 오서정 : 클럽에서 죽은 여자 역

## 수상 목록
- 2024년 제60회 백상예술대상 TV 부문 연출상 (한동욱)